# Немогућа мисија: Коначна одмазда
Немогућа мисија: Коначна одмазда (енгл. Mission: Impossible – The Final Reckoning) је амерички акциони шпијунски филм из 2025. године, режисера Кристофера Макворија, који је и написао сценарио заједно са Ериком Џендресеном. Представља директан наставак филма Немогућа мисија: Одмазда — Први део (2023) и осмо остварење у филмском серијалу Немогућа мисија. Главне улоге у филму тумаче Том Круз (који је такође потписан као главни продуцент), Хејли Атвел, Винг Рејмс, Сајмон Пег, Хенри Черни и Анџела Басет.
У јануару 2019. године, Круз је најавио да ће седми и осми филм из франшизе Немогућа мисија бити снимљени директно један за другим, при чему ће Маквори бити косценариста и редитељ оба филма. Планови за осми филм касније су промењени у фебруару 2021. године. Убрзо након тога објављена су имена глумаца који ће се вратити и нових чланова филмске екипе. Снимање је почело у марту 2022. у Уједињеном Краљевству, а остале локације за снимање укључивале су Малту, Јужну Африку и Норвешку. Продукција је обустављена у јулу 2023. због штрајка синдиката холивудских филмских радника, настављена у марту 2024. и завршена у новембру исте године. Филм, који је првобитно носио наслов Немогућа мисија: Одмазда — Други део, у октобру 2023. је одбацио тај поднаслов, а нови поднаслов је откривен у новембру 2024. године. Са процењеним буџетом од 300–400 милиона долара, ово је један од најскупљих филмова икада снимљених.
Филм је премијерно приказан 5. маја 2025. у Токију, док је у америчким биоскопима објављен 23. маја исте године, односно дан раније у Србији. Наишао је на позитивне рецензије критичара.

## Радња
Настављајући тамо где је претходни филм стао, агент ИМФ-а Итан Хант наставља своју мисију да спречи Гејбријела да дође до вештачке интелигенције познате као „Ентитет”.

## Улоге
| Глумац             | Улога              |
| ------------------ | ------------------ |
| Том Круз           | Итан Хант          |
| Хејли Атвел        | Грејс              |
| Винг Рејмс         | Лутер Стикел       |
| Сајмон Пег         | Бенџи Дан          |
| Есаји Моралес      | Гејбријел          |
| Пом Клементиф      | Парис              |
| Хенри Черни        | Јуџин Китриџ       |
| Анџела Басет       | Ерика Слоун        |
| Холт Макалани      | Серлинг Бернстајн  |
| Џенет Мактир       | Волтерс            |
| Ник Оферман        | генерал Сидни      |
| Хана Водингам      | контраадмирал Нили |
| Трамел Тилман      | капетан Бледсо     |
| Шеј Вигам          | Џаспер Бригс       |
| Грег Тарзан Дејвис | Тео Дега           |
| Чарлс Парнел       | Ричардс            |
| Марк Гатис         | Ангстром           |
| Ролф Саксон        | Вилијам Донло      |
| Луси Тулугарџук    | Таписа             |
| Кејти О’Брајан     | Кодијак            |
| Стивен Ојонг       | Пилс               |
| Маријела Гарига    | Мари               |
| Паша Д. Личников   | капетан Колцов     |
| Томи Ерл Џенкинс   | пуковник Бердик    |